# Dylewska Góra
Dylewska Góra (312 m n.p.m.) – najwyższe wzniesienie Wzgórz Dylewskich i jednocześnie całej północno-wschodniej Polski, na Pojezierzu Chełmińsko-Dobrzyńskim, na południe od miasta Ostróda.
Jest to wzniesienie morenowe, pocięte licznymi wąwozami i porośnięte bukowym lasem od strony wschodniej i północnej. Na przedpolu Dylewskiej Góry znajdują się pola Grunwaldu.
Tuż pod szczytem od strony południowej znajduje się przekaźnikowa stacja telewizyjna z wysokim masztem. Ok. 150 m na północny wschód od szczytu stoi 37-metrowa, betonowa wieża – dostrzegalnia przeciwpożarowa Lasów Państwowych. Jeszcze 100 m dalej znajduje się lapidarium geologiczne stworzone przez Zespół Parków Krajobrazowych w Jerzwałdzie we współpracy z Nadleśnictwem Olsztynek. Na szczycie wznosi się drewniana wieża widokowa. Ze względu na porastające szczyt drzewa widok z niej jest ograniczony do kierunków zachodniego i północnego, ale przy dobrej pogodzie widać stąd nawet tereny rosyjskiego obwodu obwodu królewieckiego.
W odległości 2 km znajduje się jezioro Sałk (3 ha), zwane również Jeziorem Francuskim (wchodzi w skład rezerwatu „Jezioro Francuskie”). Dylewska Góra leży w całości na terenie Parku Krajobrazowego Wzgórz Dylewskich.